# 元町・中華街駅
元町・中華街駅（もとまち・ちゅうかがいえき）は、神奈川県横浜市中区山下町にある、横浜高速鉄道みなとみらい線の駅で、同線の終点。駅番号はMM06。副名称は「山下公園（やましたこうえん）」。
駅周辺地区（関内地区）は、横浜市における都心（ツインコア）の一つである「横浜都心」に指定されている。

## 歴史
- 2004年（平成16年）2月1日：みなとみらい線の開通と同時に開業[1]。
- 2009年（平成21年）8月7日：駅舎上部に全国初の立体都市公園となるアメリカ山公園が一部開園。
- 2020年（令和2年）3月28日：可動式ホーム柵の使用を開始[3]。

### 駅名の決定の経緯
計画段階での仮称は「元町駅」であった。これに対し横浜中華街関係者が『中華街』を加えて「元町中華街駅」とするように要望したが、元町商店街関係者が「中華街と一緒にするな」と反対するなど、水面下で元町商店街側と横浜中華街側で論争となっていた。結局、駅名は元町と中華街の間に「・」（中点）を使用した上で両方の名前を並記することになり、さらに観光地としての知名度が高い『山下公園』が副名称として加わった。

## 駅構造
島式ホーム1面2線を有する地下駅である。元町口寄りは中村川の直下に位置している。伊東豊雄建築設計事務所が設計を行い、施工は熊谷組・東洋建設・相鉄建設JVが担当した。
2013年3月16日より相互直通先である東急東横線が渋谷駅での東京メトロ副都心線・西武池袋線・東武東上線との相互直通運転開始に伴い、特急・通勤特急・急行を現行の8両編成から10両編成に増強させるため有効長延伸工事が行われた。みなとみらい線も東横線を介して副都心線方面に直通する。
駅舎（東側改札口および元町口）上部には全国初の立体都市公園となるアメリカ山公園がある。
みなとみらい線では土曜・休日ダイヤのみ運行する有料座席指定列車「S-TRAIN」が発着する。
夜間留置が2本設定されている。

### のりば
| 番線 | 路線           | 行先                 |
| ---- | -------------- | -------------------- |
| 1・2 | みなとみらい線 | 横浜・渋谷・池袋方面 |

### 改札・出入口
改札は東西別々に2か所あり、それぞれ以下の出入口とつながっている（出入口は全6か所あり、番号付けがされている）。
西側改札口
山下公園口 (1)
山下町口 (2)
中華街口 (3)
マリンタワー口 (4)
東側改札口
元町口 (5) - 「ヤマザキデイリーストア」を併設、横浜高速鉄道本社入口
アメリカ山公園口 (6)

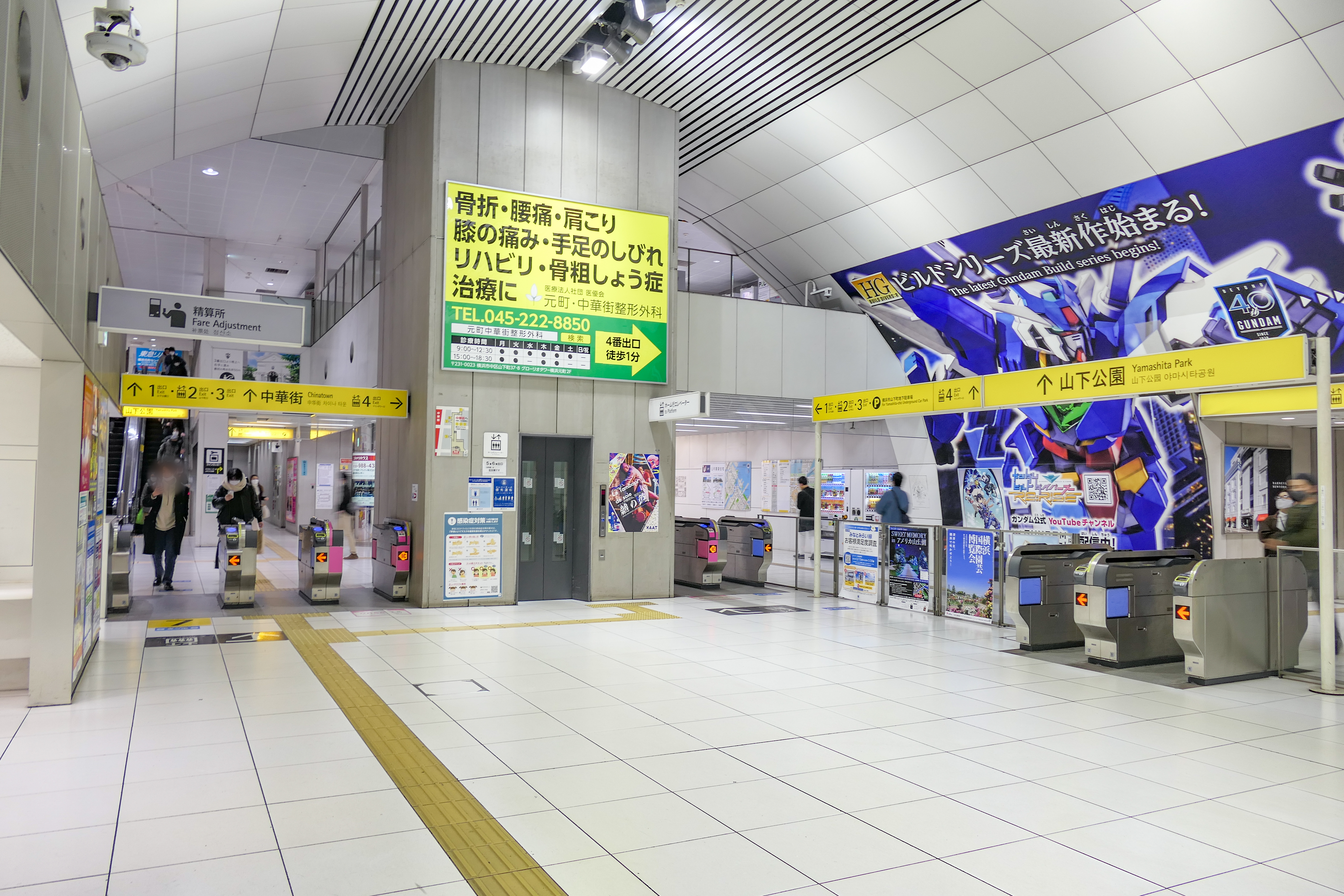
西側改札口（2021年12月）
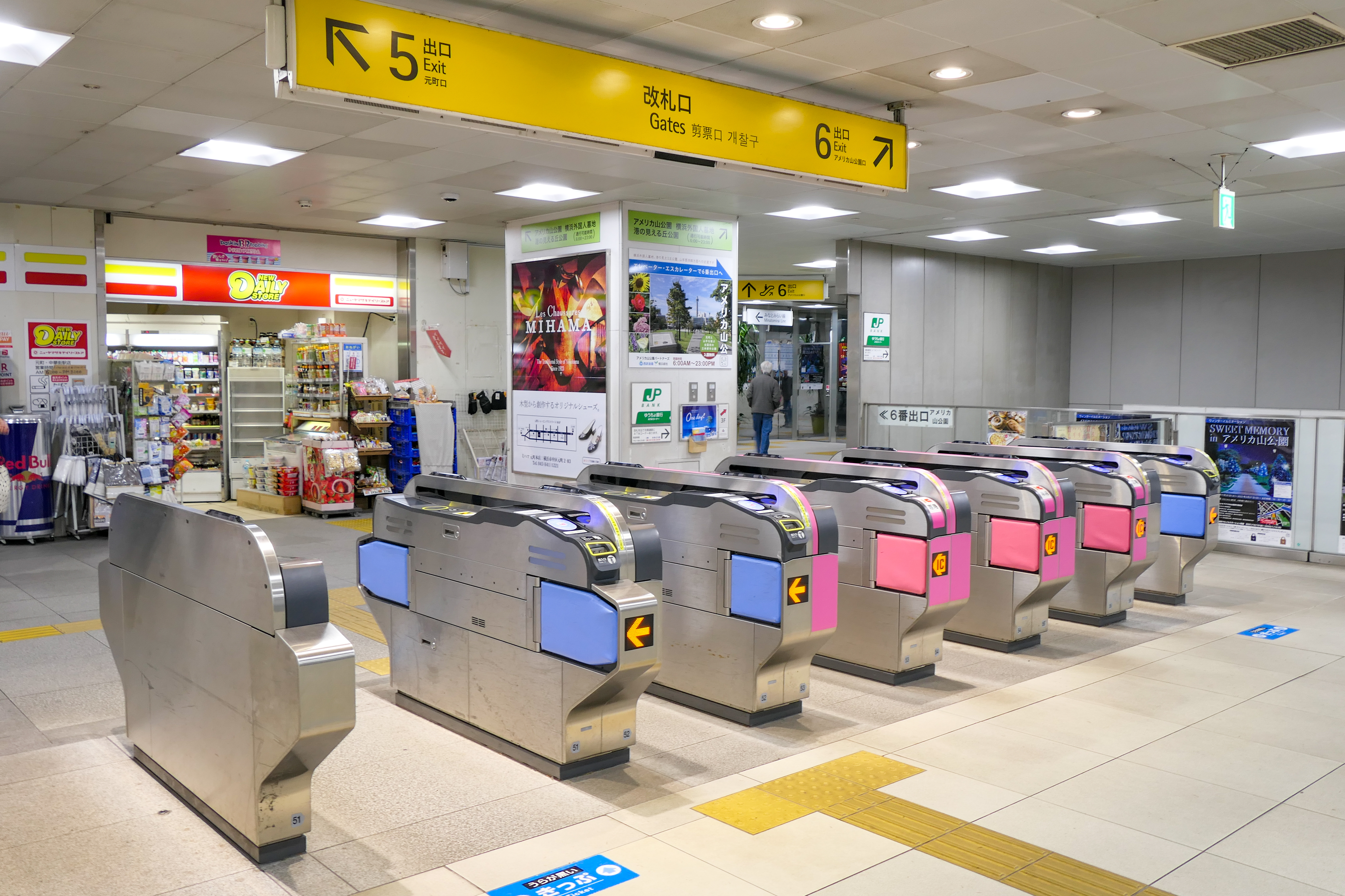
東側改札口（2021年12月）
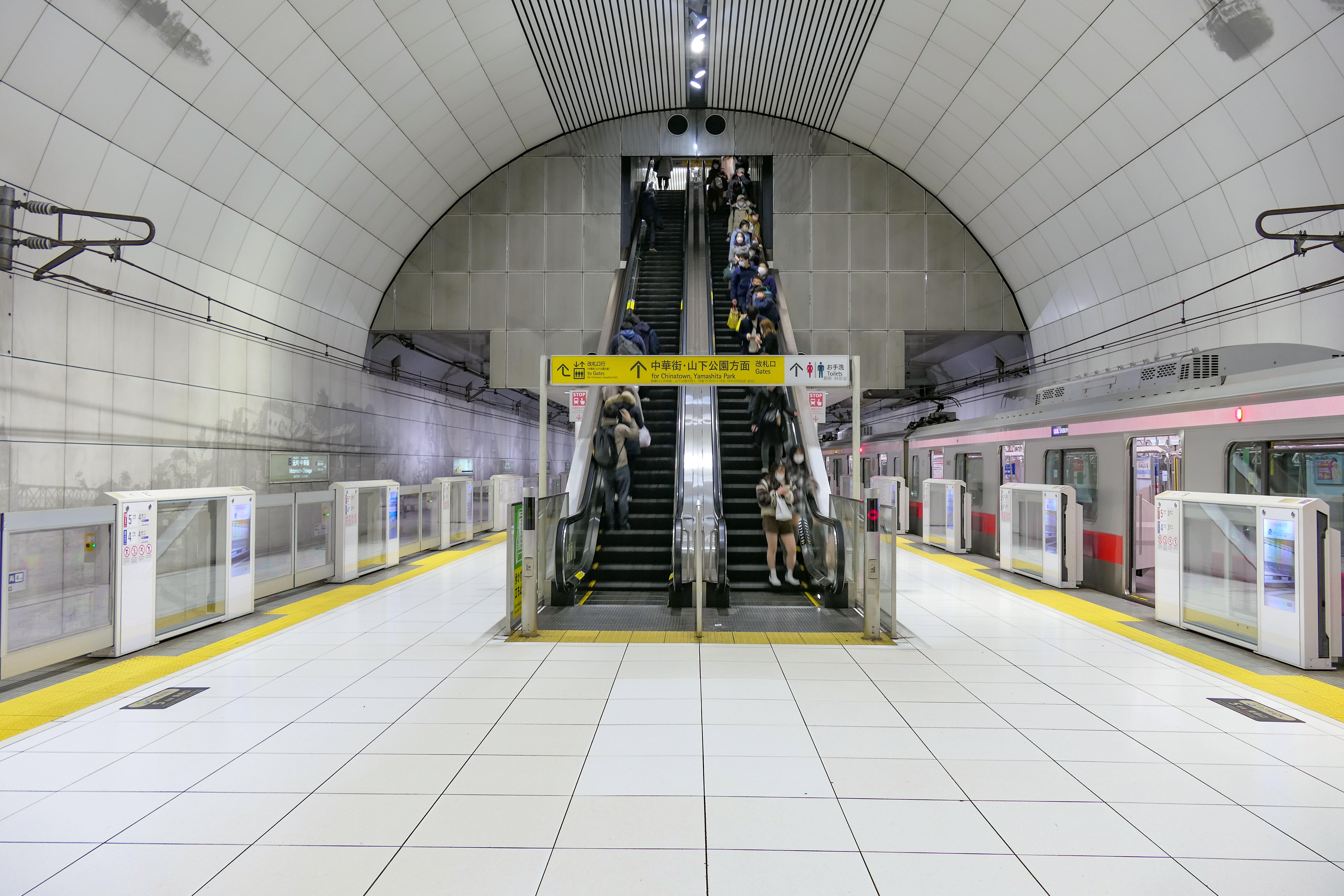
ホーム（2021年12月）

## 利用状況
2024年度の1日平均乗降人員は56,862人である。みなとみらい線の駅では横浜駅、みなとみらい駅に次ぐ第3位である。
開業以来の1日平均乗降・乗車人員推移は下表の通りである。
| 年度               | 1日平均 乗降人員 | 1日平均 乗車人員 | 出典                |
| ------------------ | ---------------- | ---------------- | ------------------- |
| 2003年（平成15年） |                  |                  |                     |
| 2004年（平成16年） | 45,113           | 21,490           | [ 神奈川県統計 1 ]  |
| 2005年（平成17年） | 47,321           | 23,004           | [ 神奈川県統計 2 ]  |
| 2006年（平成18年） | 49,634           | 24,226           | [ 神奈川県統計 3 ]  |
| 2007年（平成19年） | 51,998           | 25,518           | [ 神奈川県統計 4 ]  |
| 2008年（平成20年） | 53,529           | 26,174           | [ 神奈川県統計 5 ]  |
| 2009年（平成21年） | 54,904           | 26,769           | [ 神奈川県統計 6 ]  |
| 2010年（平成22年） | 53,815           | 26,196           | [ 神奈川県統計 7 ]  |
| 2011年（平成23年） | 54,172           | 26,565           | [ 神奈川県統計 8 ]  |
| 2012年（平成24年） | 56,112           | 27,499           | [ 神奈川県統計 9 ]  |
| 2013年（平成25年） | 60,394           | 29,541           | [ 神奈川県統計 10 ] |
| 2014年（平成26年） | 59,148           | 29,079           | [ 神奈川県統計 11 ] |
| 2015年（平成27年） | 60,326           | 29,646           | [ 神奈川県統計 12 ] |
| 2016年（平成28年） | 61,361           | 30,129           | [ 神奈川県統計 13 ] |
| 2017年（平成29年） | 62,658           | 30,792           | [ 神奈川県統計 14 ] |
| 2018年（平成30年） | 64,569           | 31,664           | [ 神奈川県統計 15 ] |
| 2019年（令和元年） | 63,291           | 31,048           |                     |
| 2020年（令和02年） | 39,611           |                  |                     |
| 2021年（令和03年） | 45,066           |                  |                     |
| 2022年（令和04年） | 54,706           |                  |                     |
| 2023年（令和05年） | 59,017           |                  |                     |
| 2024年（令和06年） | 56,862           |                  |                     |

## 駅周辺
- 元町商店街
- 横浜中華街
- 横浜高速鉄道本社
- 中税務署
- 横浜山下町郵便局
- ホテルニューグランド
- 横浜人形の家
- 横浜マリンタワー
- 港山下nanairo
- 山下公園
  - 観光船ターミナル
    - シーバス（赤レンガ倉庫・みなとみらい21・横浜駅東口方面）
    - マリーンシャトル・マリーンルージュ（遊覧船）

  - 日本郵船氷川丸
- 島忠ホームズ新山下店
  - オーケー 新山下店
- MEGAドン・キホーテ 港山下総本店
- 山手
  - アメリカ山公園（当駅の駅舎上部に造られた立体都市公園）
  - 横浜外国人墓地
  - 港の見える丘公園
  - 山手資料館
  - 大佛次郎記念館
  - 神奈川近代文学館
  - 岩崎博物館（ゲーテ座記念）
  - 横浜インターナショナルスクール
  - KKRポートヒル横浜
  - 横浜地方気象台
  - カプリチョーザ横浜元町店
  - クレープドン（2023年 閉業）

JR根岸線の石川町駅までは、5元町口を出て、元町商店街を抜けて12分~15分程度である。また、4マリンタワー口からは20分~25分程度である。
開業後3か月ほどは構内通路のほぼ直上にテレビ神奈川本社があったが、太田町へ移転した。

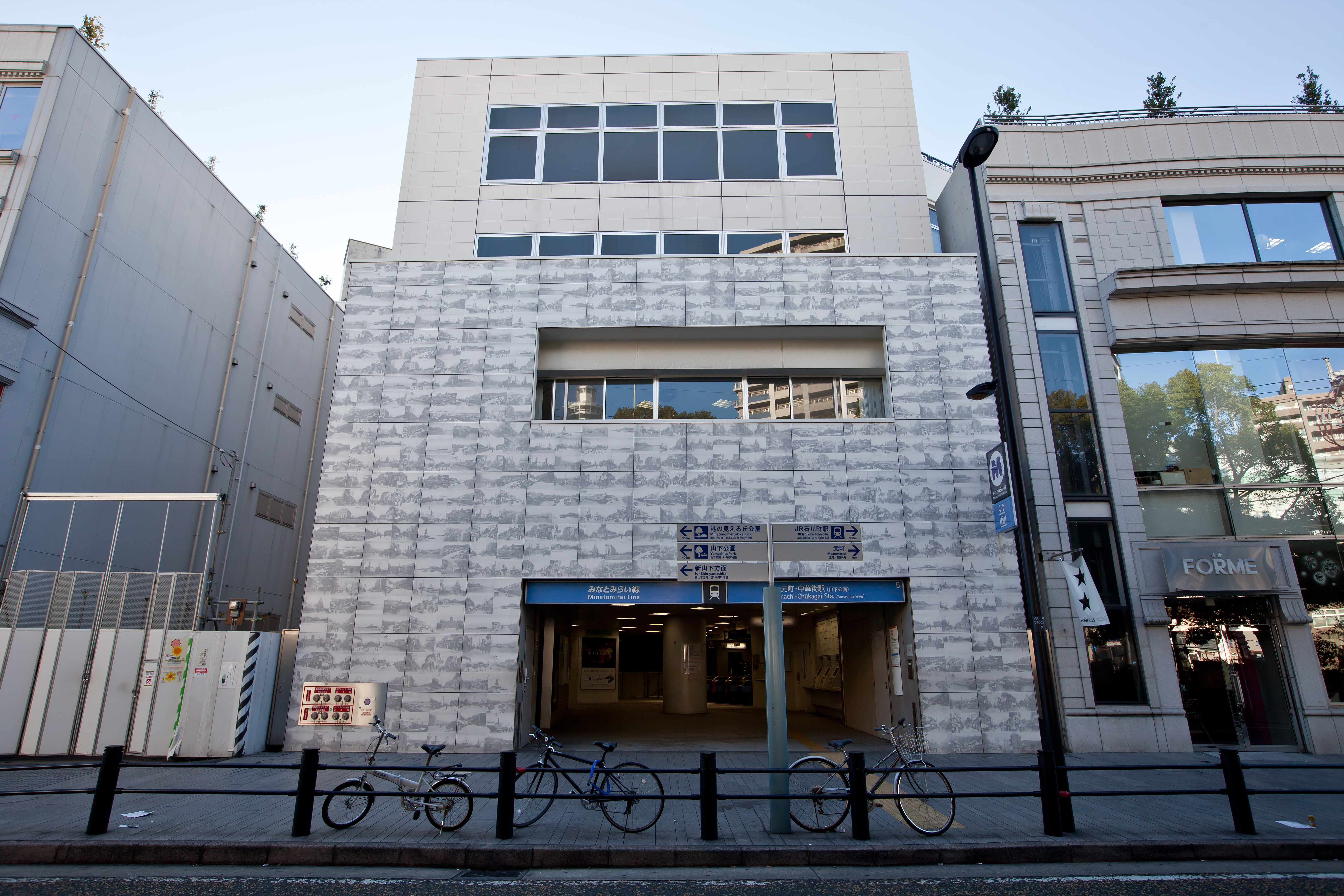
横浜高速鉄道本社（2010年12月）

### 路線バス
「中華街入口」（朝陽門、出口1・2） / 「山下町（タワー入口）」
（出口3・4） - 横浜市営バス・神奈川中央交通（11系統のみ）
- 北方向乗り場
  - <8> 横浜駅前行（日本大通り駅県庁前・桜木町駅前・花咲橋経由）
  - <20> 山下ふ頭行（平日朝のみ）、桜木町駅行
  - <109> 横浜駅前行（日本大通り駅県庁前・桜木町駅前・ぴあアリーナMM経由）
  - <168>  横浜駅前行（ぴあアリーナMM経由）
  - <11> 桜木町駅前行
- 南方向乗り場
  - <8> 本牧車庫前行（みなと赤十字病院入口・本牧経由）
  - <20> 山手駅前行（港の見える丘公園前経由）
  - <58> 磯子車庫前行（みなと赤十字病院入口・本牧・根岸駅前・磯子駅前経由、平日8本のみみなと赤十字病院も経由）
  - <109> L8バース・流通センター循環
  - <11> 保土ヶ谷駅東口行（港の見える丘公園前経由）

「元町入口」（出口5） - 横浜市営バス・神奈川中央交通（11系統のみ）
- 北方向乗り場
  - <11> 桜木町駅前行（日本大通り駅県庁前経由）
  - <あかいくつ> 桜木町駅前行（大さん橋客船ターミナル経由）
  - <20> 山下ふ頭行（平日朝のみ）、桜木町駅行
- 南方向乗り場
  - <11> 保土ヶ谷駅東口行（港の見える丘公園前経由）
  - <あかいくつ> 港の見える丘公園循環
  - <20> 山手駅前行（港の見える丘公園前経由）

## 今後の予定
- 駅の終点側の線路を延長し、港の見える丘公園の地下に10両編成4本を留置可能な引き上げ線兼留置線を設置する計画が進行中である[8][9]。
- みなとみらい線が当駅より本牧を通り根岸駅、磯子駅方面に延伸する計画があるが、現在は凍結されている。
- 横浜市営地下鉄グリーンラインが中山駅から二俣川駅や上大岡駅を通って根岸駅より当駅に乗り入れる計画があるが、こちらはみなとみらい線とほぼ同じルートを通る予定である[10]。

## 隣の駅
横浜高速鉄道
 みなとみらい線
- □S-TRAIN発着駅

■特急
みなとみらい駅 (MM03) - 元町・中華街駅 (MM06)
□通勤特急・■急行・■各駅停車（渋谷方面　通勤特急・急行はみなとみらいまで各駅に停車）
日本大通り駅 (MM05) - 元町・中華街駅 (MM06)